# السخنة (الزرقاء)
السخنة الأردنية بلدة أردنية، تعتبر من أوائل القرى الأردنية التي استقبلت الشيشان في الأردن، والذين استوطنوا فيها وقرى أخرى بعد هجرتهم من شمال القوقاز، وهي بلدة زراعية تعتمد على الزراعة وتربية المواشي. يذكر أن أول من هاجر إلى السخنة من خارج الأردن هم الشيشان والشركس، حيث تقاسموا مع أهلها الأصليين الأرض والزرع وكانوا من أطيب المعاشرة حيث تآخى الشيشان وأهل السخنة (من بني حسن) وفي عام 1948 عندما احتل الصهاينة فلسطين وطردوا أهلها بالقوة هاجر عدد من الفلسطينيين إلى السخنة وسكنوا هناك في مخيم السخنة وما يزال مخيم السخنة قائما حتى الآن.

## تاريخ السخنة
تعتبر بلدة السخنة من القرى المأهولة منذ زمن بعيد جداً (من العصر البرونزي) والروماني والبيزنطي، حسب بعثة الآثار من الجامعة الأردنية التي اكتشفت جدار القرية القديمة وعدد من المساكن. وبين الدكتور المشرف الأكاديمي للحفرية الأثرية نبيل علي على أهمية أعمال التنقيبات لهذا الموسم والنتائج الأولية الغنية التي تم الوصول إليها. مشيرا إلى القيمة التاريخية والثقافية لموقع تل السخنة التي سوف تلقي أضواء جديدة على التاريخ الحضاري للأردن لما يتمتع به الموقع من مقومات بيئية ساعدت على استقرار الإنسان في هذا الجزء من المملكة عبر العصور المختلفة.
وأضاف أنه تم الكشف في الموسم الأول من أعمال التنقيب في أجزاء مختلفة من التل الأثري البالغ مساحته 7.5 دونم عن أجزاء من مبنى يمثل برج دفاعي وأجزاء من سور المدينة أرخت إلى العصور البرونزية. وكذلك على مباني سكنية تعود للعصور الرومانية والبيزنطية والتي أعيد استخدامها في الفترات الإسلامية بالإضافة إلى العديد من المواقع الأثرية المختلفة. وأعرب عن أمله أن تتواصل عمليات التنقيب الأثري خلال السنوات القادمة لكشف المزيد من المخلفات الحضارية التي تلقي الضوء على التاريخ الثقافي والحضاري للموقع.

### تل السخنة الشمالي
تل السخنة الشمالي هو أحد المدن القائمة منذ العصر البرونزي المبكر الثاني في الجانب الغربي من وادي الزرقاء، وهو أحد المدن الأربعة المحصنة في وادي الزرقاء (خربة البتراوي، وموقع تل بيرة، وموقع JRS-79، وأخيراً تل السخنة الشمالي). وخلال عمليات فتح الطرق حديثاً بين السخنة والقنية من قبل البلديات تم تدمير مساحة واسعة من التل الأثري من قبل الجرافات، حيثُ ظهرت البقايا المعمارية من الطوب الطيني المبني فوق حجارة الأساس.

## معالم السخنة
وتعتبر السخنة من أوائل القرى التي بدأ فيها التعليم في الأردن حيث أن مدرسة السخنة انشئت عام 1948م وما تزال قائمة حتى الآن، ويوجد حالياً في السخنة 7 مدارس ضخمة منها 3 مدارس للذكور و4 للإناث. وتعتبر مدرسة السخنة الثانوية للبنين ومدرسة السخنة الثانوية للبنات من أولى المدارس على مستوى المملكة.